# Sistema dinamico lineare stazionario discreto
In teoria dei sistemi, un sistema dinamico lineare stazionario discreto o sistema dinamico lineare stazionario a tempo discreto, spesso abbreviato in sistema LTI discreto, è un sistema dinamico lineare stazionario che ha in ingresso un segnale a tempo discreto.

## Descrizione
Un sistema dinamico stazionario discreto è un sistema discreto i cui parametri non dipendono dal tempo:
{\displaystyle x(n+1)=f(x_{0},n_{0},u(n))}
{\displaystyle y(n)=h(x_{0},n_{0},u(n))}
dove {\displaystyle x(n)} sono le variabili di stato al tempo {\displaystyle n}, {\displaystyle x_{0}} le variabili di stato al tempo {\displaystyle n=0}, {\displaystyle u(n)} e {\displaystyle y(n)} le variabili di ingresso e uscita al tempo {\displaystyle n}.
Un sistema è lineare quando dipende linearmente dalle variabili di stato e dalle variabili di ingresso, ed in tal caso si può escrivere in forma matriciale
{\displaystyle x(n+1)=A(n)x(n)+B(n)u(n)}
{\displaystyle y(n)=C(n)x(n)+D(n)u(n)}
dove {\displaystyle A}, {\displaystyle B}, {\displaystyle C} e {\displaystyle D} sono matrici di dimensioni opportune che premoltiplicano {\displaystyle x(n)} e {\displaystyle u(n)}.
Un processo lineare stazionario (LTI) è quindi descritto da equazioni matriciali:
{\displaystyle \left\{{\begin{array}{c}x(n+1)=Ax(n)+Bu(n)\\y(n)=Cx(n)+Du(n)\end{array}}\right.}
dove le matrici sono costanti.

## Funzione di trasferimento
Un sistema a tempo discreto trasforma la successione in ingresso {\displaystyle \{x\}} in un'altra successione {\displaystyle \{y\}}, data dalla convoluzione discreta con la risposta {\displaystyle h} alla delta di Kronecker: 
{\displaystyle y[n]=\sum _{k=-\infty }^{\infty }x[k]\cdot h[n-k]=\sum _{k=-\infty }^{\infty }x[n-k]\cdot h[k]}
Gli elementi di {\displaystyle \{y\}} possono dipendere da ogni elemento di {\displaystyle \{x\}}. Solitamente {\displaystyle y[n]} dipende maggiormente dagli elementi in prossimità del tempo {\displaystyle n}. 
La maggior parte dei segnali a tempo discreto sono ottenuti da un segnale a tempo continuo considerandone il valore assunto in precisi istanti di tempo, solitamente separati da un intervallo temporale fisso {\displaystyle T}. La procedura che permette di ottenere un segnale discreto a partire da uno continuo è detta campionamento, ed è alla base della conversione analogico-digitale (ADC). Essa trasforma una funzione continua {\displaystyle x(t)} nel segnale discreto:
{\displaystyle x[n]\ {\stackrel {\text{def}}{=}}\ x(nT)\qquad \forall \,n\in \mathbb {Z} }
con {\displaystyle 1/T} la frequenza di campionamento. Il teorema del campionamento pone un limite alla massima frequenza del segnale continuo, che non può essere superiore ad {\displaystyle 1/(2T)} se si vuole evitare perdita di informazione (fenomeno di aliasing).
Come nel caso di sistemi a tempo continuo, se {\displaystyle O} è l'operatore di trasformazione al tempo n:
{\displaystyle y[n]\ {\stackrel {\text{def}}{=}}\ O_{n}\{x\}}
la successione:
{\displaystyle h[n]\ {\stackrel {\text{def}}{=}}\ O_{n}\{\delta [m]\}}
caratterizza completamente il sistema. Per mostrare questo, dato che vale l'identità:
{\displaystyle x[m]\equiv \sum _{k=-\infty }^{\infty }x[k]\cdot \delta [m-k]}
si ha:
{\displaystyle y[n]=O_{n}\{x\}=O_{n}\left\{\sum _{k=-\infty }^{\infty }x[k]\cdot \delta [m-k]\right\}=\sum _{k=-\infty }^{\infty }x[k]\cdot O_{n}\{\delta [m-k]\}=\sum _{k=-\infty }^{\infty }x[k]\cdot O_{n-k}\{\delta [m]\}=\sum _{k=-\infty }^{\infty }x[k]\cdot h[n-k]}
L'operatore {\displaystyle O_{n}} restituisce un'uscita proporzionale alla media pesata di {\displaystyle x[k]} con funzione peso data da {\displaystyle h[-k]}. Se {\displaystyle h[k]=0} per valori di {\displaystyle k} negativi il sistema è causale.

### Autofunzioni
Gli esponenziali del tipo {\displaystyle z^{n}=e^{sTn}}, con {\displaystyle n\in \mathbb {Z} }, sono autofunzioni di un operatore lineare tempo-invariante. Infatti, detto {\displaystyle T\in \mathbb {R} } il periodo di campionamento e {\displaystyle z=e^{sT}}, con {\displaystyle z,s\in \mathbb {C} }, si supponga {\displaystyle x[n]=\,\!z^{n}} l'ingresso del sistema. Se {\displaystyle h[n]} è la risposta impulsiva, si ha:
{\displaystyle y[n]=\sum _{m=-\infty }^{\infty }h[n-m]\,z^{m}=\sum _{m=-\infty }^{\infty }h[m]\,z^{(n-m)}=z^{n}\sum _{m=-\infty }^{\infty }h[m]\,z^{-m}=z^{n}H(z)}
La funzione:
{\displaystyle H(z)\ {\stackrel {\text{def}}{=}}\ \sum _{m=-\infty }^{\infty }h[m]z^{-m}}
dipende solo dal parametro z, ed è l'autovalore associato all'autovettore (autofunzione) {\displaystyle z^{n}} del sistema LTI.
La trasformata zeta:
{\displaystyle H(z)={\mathcal {Z}}\{h[n]\}=\sum _{n=-\infty }^{\infty }h[n]z^{-n}}
è la funzione di trasferimento del sistema. Di particolare interesse è il caso in cui le autofunzioni siano sinusoidi pure {\displaystyle e^{j\omega n}}, con {\displaystyle \omega \in \mathbb {R} }, che possono essere scritte come {\displaystyle z^{n}}, dove {\displaystyle z=e^{j\omega }}. Per funzioni di questo tipo la funzione di trasferimento è data dalla trasformata di Fourier a tempo discreto:
{\displaystyle H(e^{j\omega })={\mathcal {F}}\{h[n]\}}
Grazie alle proprietà della convoluzione, nel dominio della trasformata si ottiene una moltiplicazione:
{\displaystyle y[n]=(h*x)[n]=\sum _{m=-\infty }^{\infty }h[n-m]x[m]={\mathcal {Z}}^{-1}\{H(z)X(z)\}}

## Soluzione dell'equazione matriciale
Si vuole risolvere l'equazione:
{\displaystyle \left\{{\begin{array}{c}x(n+1)=Ax(n)+Bu(n)\\y(n)=Cx(n)+Du(n)\end{array}}\right.}
Si deve valutare per {\displaystyle n=0,1,2,\dots } e pertanto si ha:
{\displaystyle x(1)=Ax(0)+Bu(0)\ }
{\displaystyle x(2)=Ax(1)+Bu(1)=A^{2}x(0)+ABu(0)+Bu(1)\ }
{\displaystyle x(3)=Ax(2)+Bu(2)=A^{3}x(0)+A^{2}Bu(0)+ABu(1)+Bu(2)\ }
{\displaystyle x(n)=A^{n}x(0)+A^{n-1}Bu(0)+A^{n-2}Bu(1)+...+Bu(n-1)\ }
Si ottiene:
{\displaystyle x(n)=A^{n}x(0)+\sum _{m=0}^{n-1}A^{m}Bu(n-m-1)\ }
Posto {\displaystyle l=n-m-1} si ha {\displaystyle m=n-l-1}, e quindi la soluzione dell'equazione matriciale alle differenze è:
{\displaystyle x(n)=A^{n}x(0)+\sum _{l=0}^{n-1}A^{n-l-1}Bu(l)}
Occorre distinguere i seguenti casi:
- {\displaystyle A} ammette soltanto autovalori reali con molteplicità algebrica uguale alla molteplicità geometrica per ogni autovalore.
- {\displaystyle A} ammette soltanto autovalori complessi coniugati.
- {\displaystyle A} ammette sia autovalori reali che complessi coniugati.
- {\displaystyle A} non è diagonalizzabile.

### Autovalori reali e molteplicità algebriche e geometriche coincidenti
In tal caso considerata la matrice {\displaystyle P}, n per n, le cui colonne sono gli autovettori di {\displaystyle A} linearmente indipendenti che generano ciascun autospazio relativo ad ogni autovalore si ottiene, dalla teoria della diagonalizzazione delle matrici:
{\displaystyle P^{-1}AP=\Lambda \ }
dove {\displaystyle \Lambda } è la matrice diagonale in cui sulla diagonale principale vi sono gli autovalori di {\displaystyle A} ripetuti eventualmente ciascuno con la propria molteplicità. In particolare, se gli autovalori di {\displaystyle A} sono reali e distinti sulla matrice diagonale {\displaystyle \Lambda } vi saranno gli n autovalori distinti di {\displaystyle A}. Essendo {\displaystyle A=P\Lambda P^{-1}} allora:
{\displaystyle A^{n}=(P\Lambda P^{-1})(P\Lambda P^{-1})...(P\Lambda P^{-1})=P\Lambda ^{n}P^{-1}\ }
pertanto, la soluzione dell'equazione matriciale alle differenzè è:
{\displaystyle x(n)=P\Lambda ^{n}P^{-1}x(0)+\sum _{l=0}^{n-1}P\Lambda ^{n-l-1}P^{-1}Bu(l)\ }
Si nota che la risposta libera nello stato ottenuta ponendo {\displaystyle u(t)=0} è:
{\displaystyle x_{l}(n)=P\Lambda ^{n}P^{-1}x(0)\ }
mentre la risposta forzata nello stato, ottenuta ponendo {\displaystyle x(0)=0}, è:
{\displaystyle x_{f}(n)=\sum _{l=0}^{n-1}P\Lambda ^{n-l-1}P^{-1}Bu(l)\ }
Inoltre la risposta libera nell'uscita per {\displaystyle u(l)=0} è:
{\displaystyle y_{l}(n)=CP\Lambda ^{n}P^{-1}x(0)\ }
mentre la risposta forzata nell'uscita' per {\displaystyle x(0)=0} è:
{\displaystyle y_{f}(n)=\sum _{l=0}^{n-1}CP\Lambda ^{n-l-1}P^{-1}Bu(l)+Du(n)\ }

### Autovalori complessi coniugati
Volendo analizzare il caso in cui {\displaystyle A} ammette soltanto autovalori complessi coniugati, supponiamo che {\displaystyle A} sia una matrice 2 per 2 e siano {\displaystyle \alpha +j\omega } ({\displaystyle j} è l'unità immaginaria), {\displaystyle \alpha -j\omega } i due autovalori complessi coniugati di {\displaystyle A}, e siano {\displaystyle u_{a}+ju_{b}}, {\displaystyle u_{a}-ju_{b}} i due autovettori complessi coniugati corrispondenti. Allora, applicando la definizione di autovalore e di autovettore si ha la seguente equazione algebrica:
{\displaystyle (A-(\alpha +j\omega )I)((u_{a}+ju_{b})=0\ }
dove {\displaystyle I} è la matrice identica di dimensione 2, che si può scrivere separando parte reale e parte immaginaria nella forma:
{\displaystyle ((A-\alpha I)u_{a}+\omega u_{b})+j((A-\alpha I)u_{b}+\omega u_{a}))=0\ }
Affinché l'equazione sia vera è necessario che parte reale e parte immaginaria si annullino entrambe pertanto si ha il sistema:
{\displaystyle {\begin{array}{c}(A-\alpha I)u_{a}+\omega u_{b}=0\\(A-\alpha I)u_{b}+\omega u_{a}=0\end{array}}\ }
che può essere posto nella forma:
{\displaystyle A(u_{a}u_{b})=(u_{a}u_{b})\left({\begin{array}{cc}\alpha &\omega \\-\omega &\alpha \end{array}}\right)}
Pertanto se si pone {\displaystyle T^{-1}} uguale alla matrice le cui colonne sono la parte reale e immaginaria dei due autovettori complessi coniugati si ha che:
{\displaystyle TAT^{-1}=\left({\begin{array}{cc}\alpha &\omega \\-\omega &\alpha \end{array}}\right)}
Rappresentando il numero complesso {\displaystyle u_{a}+ju_{b}} nel piano di Gauss se {\displaystyle \lambda } è il modulo e {\displaystyle \beta } l'argomento si ha:
{\displaystyle \alpha =\lambda \cos \beta }  e {\displaystyle \omega =\lambda \;\mathrm {sen} \,\beta }
pertanto:
{\displaystyle A=T^{-1}\lambda \left({\begin{array}{cc}\cos \beta &\;\mathrm {sen} \,\beta \\-\;\mathrm {sen} \,\beta &\cos \beta \end{array}}\right)T}
Si dimostra per induzione che:
{\displaystyle A^{n}=T^{-1}\lambda ^{n}\left({\begin{array}{cc}\cos n\beta &\;\mathrm {sen} \,n\beta \\-\;\mathrm {sen} \,n\beta &\cos n\beta \end{array}}\right)T}
Pertanto la soluzione dell'equazione matriciale alle differenze è:
{\displaystyle x(n)=T^{-1}\lambda ^{n}\left({\begin{array}{cc}\cos n\beta &\;\mathrm {sen} \,n\beta \\-\;\mathrm {sen} \,n\beta &\cos n\beta \end{array}}\right)Tx(0)+\sum _{l=0}^{n-1}T^{-1}\lambda ^{n}\left({\begin{array}{cc}\cos(n-l-1)\beta &\;\mathrm {sen} (n-l-1)\beta \\-\;\mathrm {sen} (n-l-1)\beta &\cos(n-l-1)\beta \end{array}}\right)TBu(l)}

### Autovalori reali e autovalori complessi coniugati
Si supponga che la matrice {\displaystyle A} di ordine n ammetta {\displaystyle k} autovalori reali distinti {\displaystyle \lambda _{1},\lambda _{2},...,\lambda _{k}} a cui corrispondono {\displaystyle k} autovettori distinti {\displaystyle v_{1},v_{2},...,v_{k}} allora si hanno le seguenti equazioni:
{\displaystyle {\begin{array}{c}Av_{1}=\lambda _{1}v_{1}\\Av_{2}=\lambda _{2}v_{2}\\...\\Av_{k}=\lambda _{k}v_{k}\end{array}}}
Si supponga inoltre che la matrice {\displaystyle A} ammetta {\displaystyle p} coppie di autovalori complessi coniugati la cui p-esima coppia è:{\displaystyle \alpha _{p}+j\omega _{p}} e {\displaystyle \alpha _{p}-j\omega _{p}} a cui corrisponde la coppia di autovettori complessi coniugati  {\displaystyle u_{a_{p}}+ju_{b_{p}}} e {\displaystyle u_{a_{p}}-ju_{b_{p}}} allora per quanto visto nel caso precedente per la p-esima coppia, se {\displaystyle \tau _{p}} è il modulo dell'autovalore p-esimo e {\displaystyle \beta } il suo argomento si ha:
{\displaystyle A(u_{a_{p}}u_{b_{p}})=(u_{a_{p}}u_{b_{p}})\tau _{p}\left({\begin{array}{cc}\cos \beta _{p}&\;\mathrm {sen} \,\beta _{p}\\-\;\mathrm {sen} \,\beta _{p}&\cos \beta _{p}\end{array}}\right)}
Ora posto {\displaystyle T^{-1}} uguale alla matrice le cui colonne sono i {\displaystyle k} autovettori corrispondenti agli autovalori reali e le parti reali e immaginarie delle {\displaystyle p} coppie di autovettori complessi coniugati, cioè:
{\displaystyle T^{-1}=(v_{1},v_{2},...,v_{k},u_{a_{1}},u_{b_{1}},u_{a_{2}},u_{b_{2}},...,u_{a_{p}},u_{b_{p}})}
allora dalle precedenti equazioni si ha la matrice diagonale a blocchi:
{\displaystyle TAT^{-1}={\mbox{diag}}\left(\lambda _{1},\lambda _{2},...,\lambda _{k},\tau _{p}\left({\begin{array}{cc}\cos \beta _{1}&\;\mathrm {sen} \,\beta _{1}\\-\;\mathrm {sen} \,\beta _{1}&\cos \beta _{1}\end{array}}\right),...,\tau _{p}\left({\begin{array}{cc}\cos \beta _{p}&\;\mathrm {sen} \,\beta _{p}\\-\;\mathrm {sen} \,\beta _{p}&\cos \beta _{p}\end{array}}\right)\right)}
pertanto:
{\displaystyle x_{l}(t)=T^{-1}{\mbox{diag}}\left(\lambda _{1}^{n},\lambda _{2}^{n},...,\lambda _{k}^{n},\tau _{p}^{n}\left({\begin{array}{cc}\cos n\beta _{1}&\;\mathrm {sen} \,n\beta _{1}\\-\;\mathrm {sen} \,n\beta _{1}&\cos n\beta _{1}\end{array}}\right),...,\tau _{p}^{n}\left({\begin{array}{cc}\cos n\beta _{p}&\;\mathrm {sen} \,n\beta _{p}\\-\;\mathrm {sen} \,n\beta _{p}&\cos n\beta _{p}\end{array}}\right)\right)Tx(0)}